# Kompani Orheim
Kompani Orheim è un film del 2012 diretto da Arild Andresen e tratto dal romanzo omonimo di Tore Renberg.
Si tratta del prequel dei film Mannen som elsket Yngve (2008) e Jeg reiser alene (2011).

## Trama
Jarle Klepp riceve un messaggio che costringe la sua mente a ricordare la sua triste infanzia trascorsa col padre a Stavanger.

## Riconoscimenti
- 2012 - Amanda Awards
  - Miglior attore a Kristoffer Joner
  - Miglior attrice non protagonista a Cecilie A. Mosli
  - Candidatura per il miglior film a Yngve Sæther e Sigve Endresen
  - Candidatura per la miglior regia a Arild Andresen
  - Candidatura per la miglior sceneggiatura a Arild Andresen e Lars Gudmestad
- 2012 - Göteborg Film Festival
  - Miglior film nordico a Arild Andresen
- 2013 - Kosmorama, Trondheim Internasjonale Filmfestival
  - Miglior attrice protagonista a Cecilie A. Mosli
  - Miglior attore protagonista a Kristoffer Joner
  - Candidatura per la miglior scenografia a Ingeborg Kvamme
  - Candidatura per il miglior montaggio a Vidar Flataukan
  - Candidatura per la miglior sceneggiatura originale a Arild Andresen e Lars Gudmestad
  - Candidatura per la miglior regia a Arild Andresen